# Bianchini (kráter na Měsíci)

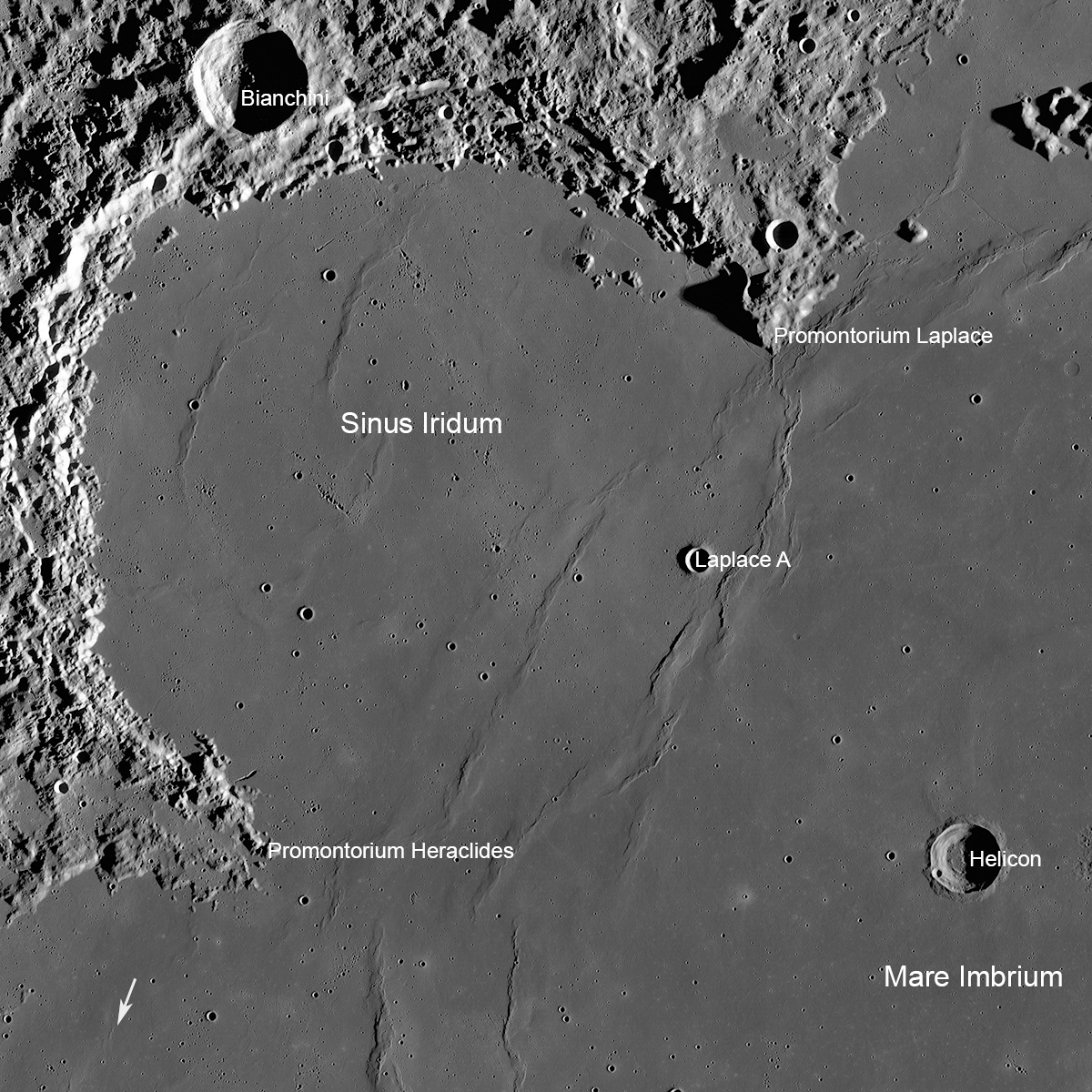
Poloha kráteru Bianchini. Šipka ukazuje polohu prvního robotického vozítka na Měsíci - Lunochodu 1 (nefunkční od r. 1971).

Bianchini je impaktní kráter nacházející se na severním okraji měsíčního moře Sinus Iridum (Záliv duhy) na přivrácené straně Měsíce. Má průměr 38 km a je vklíněný v pohoří Montes Jura, které obepíná Záliv duhy. Na jeho východním okrajovém valu leží malý kráter. Bianchini postrádá centrální vrcholek.
Severně leží kráter Bouguer a severozápadně Foucault.

## Název
Pojmenován je podle italského hvězdáře a filosofa Francesca Bianchiniho.

## Satelitní krátery
V okolí kráteru se nachází několik dalších kráterů. Ty byly označeny podle zavedených zvyklostí jménem hlavního kráteru a velkým písmenem abecedy.
| Bianchini | Sel. šířka | Sel. délka | Průměr |
| --------- | ---------- | ---------- | ------ |
| D         | 47.6° S    | 35.8° Z    | 7 km   |
| G         | 46.7° S    | 32.7° Z    | 4 km   |
| H         | 48.0° S    | 32.7° Z    | 7 km   |
| M         | 48.4° S    | 30.6° Z    | 4 km   |
| N         | 48.5° S    | 31.0° Z    | 5 km   |
| W         | 48.5° S    | 33.7° Z    | 9 km   |